# Шведская муха овсяная

Шведская муха овсяная (лат. Oscinella frit) — мелкая муха из семейства Chloropidae.

## Описание
Шведская муха овсяная имеет чёрную окраску тела с желтоватыми лапками ног и красными глазами.

## Распространение
Шведская муха широко распространена в Евразии и Северной Америке.

## Образ жизни
В Центральной Европе овсяные шведские мухи встречаются в 3 поколениях. При этом весенняя форма сидит чаще на цветках одуванчика или рапса. Мухи предпочитают влажные ландшафты. Естественные враги мух — это жужелицы (Bembidion и Agonum) и настоящие наездники.

## Размножение
Самки откладывают яйца на молодые растения, такие как кукуруза, овёс или ячмень. Личинки питаются внутри стебля зачатком колоса или формирующейся зерновкой, вследствие чего стебли увядают, центральный лист засыхает. Превращение в куколку происходит также на листьях. Второе поколение начинает лёт в июне, используя для кладки яиц прежде всего овёс, причём яйца откладываются свободно в метёлки.
Кукурузе вредит первое поколение, яйца которого в зависимости от весенней погоды откладываются в апреле или мае на нижнюю сторону листа и на стебли. При этом мухи предпочитают растения с 1 или 2 листьями, уже в фазе 3 листьев растения более не привлекательны. Личинки длиной 2,5—4 мм пожирают зачаток листьев.
Третье поколение летает в период с августа по сентябрь и откладывает яйца на озимые всходы.

## Меры защиты
При посеве зерновых культур используются гранулы инсектицида.